# Biztonsági szelep

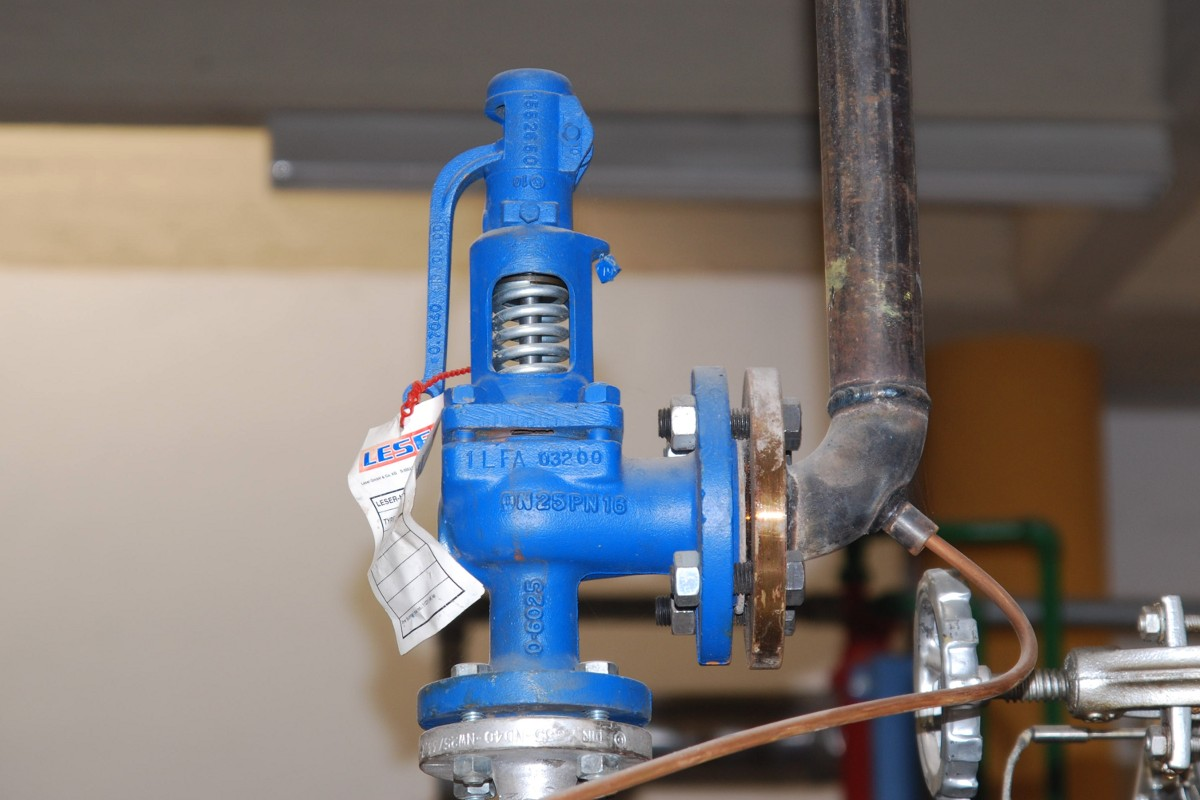
Európai szabványok szerinti biztonsági szelep

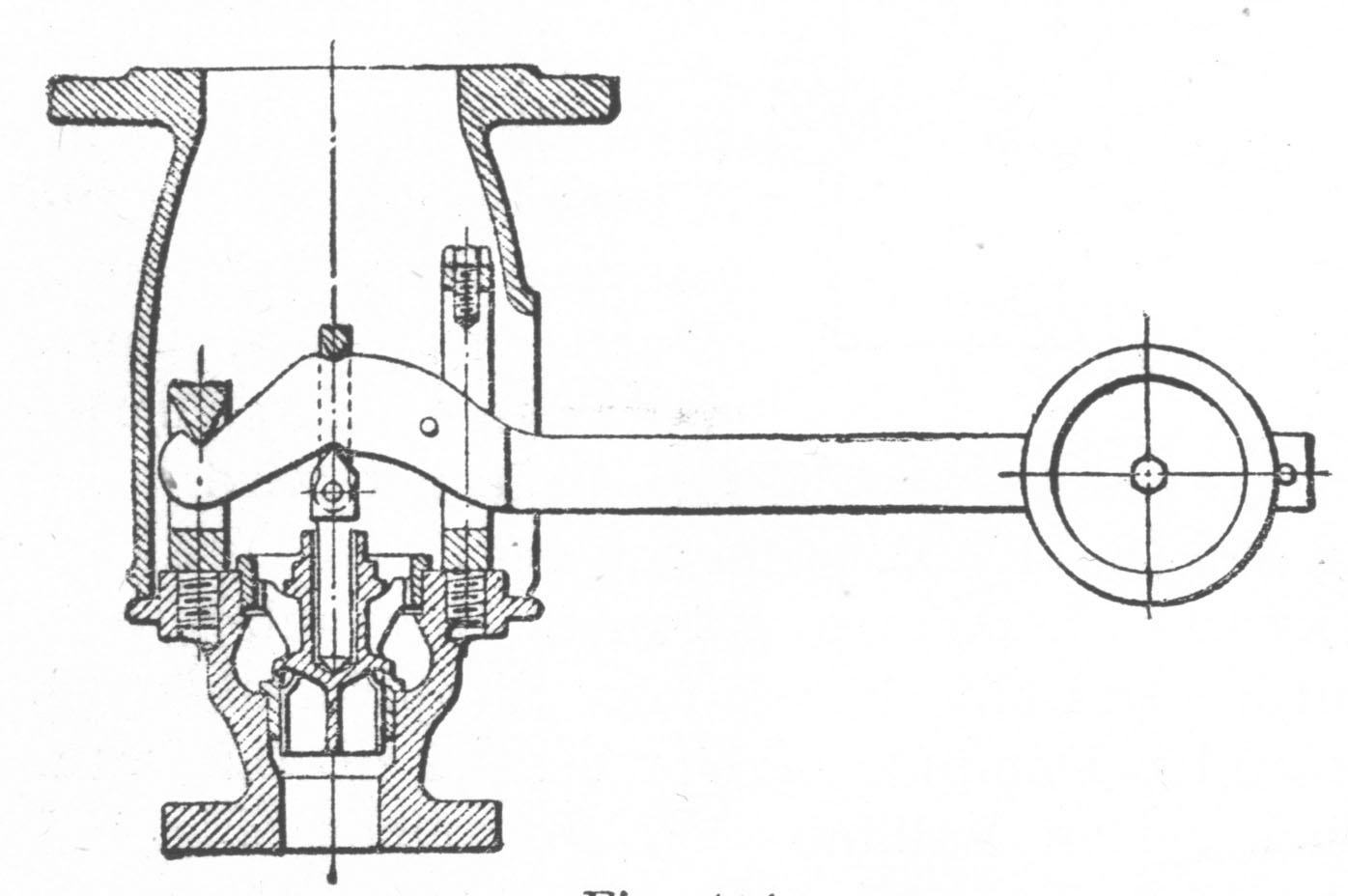
Súlyterhelésű biztonsági szelep

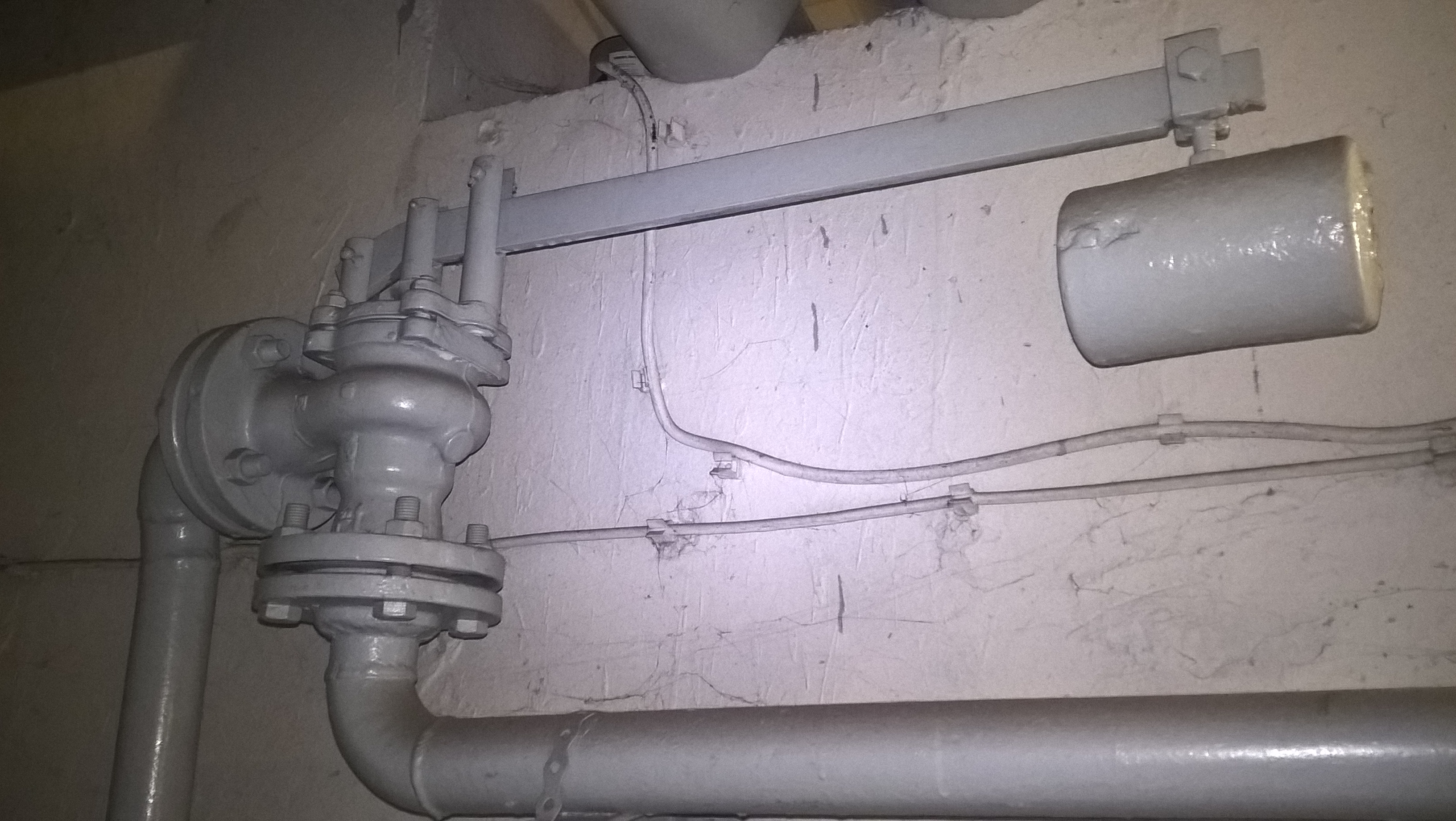
Súlyterhelésű biztonsági szelep

Rugóterhelésű biztonsági szelep

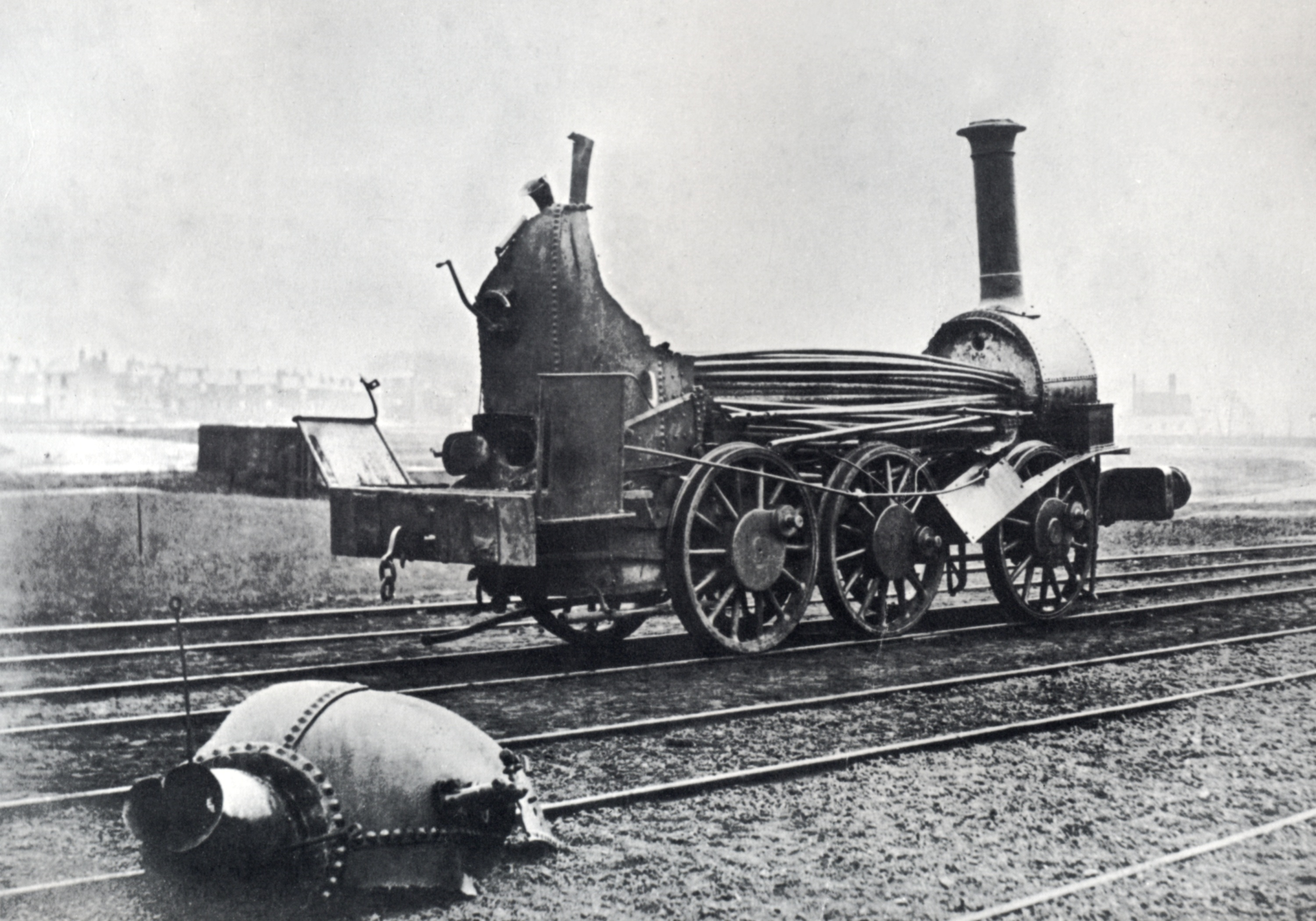
Gőzmozdony kazánrobbanás után 1850. körül

A biztonsági szelep vagy biztosítószelep olyan súly vagy előfeszített rugó ellenében önműködően nyíló szelep, mely arra szolgál, hogy egy térben (nyomástartó edényben, kazánban, csővezetékben) meggátolja a belső nyomás veszélyes növekedését. Az első biztosítószelepekkel az ipari forradalom idején látták el a gőzkazánokat, mivel a nélkülük folytatott üzem gyakran katasztrofális kazánrobbanást eredményezett.
A biztonsági szelep legelső ismert alkalmazása a közkedvelt „kukta” fazék volt, melyet Denis Papin talált fel 1679-ben. Ezen a Papin-fazékon felül egy egyszerű szelep volt, mely súlyánál fogva lezárta a szabadba vezető nyílást. A szelep súlyát úgy állapították meg, hogy ha a kívánt nyomásnál nagyobb alakult ki a fazékban, megemelkedett, és a felesleges gőzt lefújta a szabadba. Ez a szerkezet lényegét tekintve máig nem változott, amiből látható, hogy igen megbízható és egyszerű, jól bevált megoldásról van szó. Az első gőzkazánokra egy kicsit bonyolultabb biztonsági berendezést szereltek fel: itt a kazán tetején lévő szelepülésre helyezett szeleptányért egykarú emelőn keresztül szorította helyére egy ellensúly. Ez a szerkezet szintén igen megbízható volt: a súly nagysága, az emelő kararánya és a szelep felülete egyértelműen meghatározta azt a nyomást, melynél a szelep lefújt. Az ilyen súlyterhelésű szelepek ma is változatlanul üzemben vannak.
A biztonsági szelepek alkalmazását elsősorban a gőzkazánok tették szükségessé. A kazánrobbanások nagyon veszélyesek voltak, mert a nagy vízterű kazánokban tárolt gőz és víz hőenergiája igen nagy volt. A kazándob sérülésekor a nyomás hirtelen lecsökkent, és a forró víz pillanatokon belül robbanásszerűen elgőzölgött, óriási pusztítását hagyva maga után. Ugyancsak veszélyesek voltak a különböző gázokat és levegőt tároló tartályok is. A nagynyomású folyadéktartályok túlnyomás hatására bekövetkező törése nem okozott robbanást, kivéve, ha a rendszer tartalmazott légüstöket is, melyek zárt tartályrészek voltak levegővel vagy más gázzal teli, és arra szolgáltak, hogy a folyadékszállítás és a fogyasztás hirtelen változásait kompenzálják a lehető legkisebb nyomásingadozás mellett.
Térfogat-kiszorításos elven működő (például dugattyús) szivattyúk esetén a biztosítószelep azt gátolta meg, hogy a fogyasztás hirtelen kimaradása vagy az üzemi nyomásszabályozó rendszer hibája esetén se következzék be a rendszer túlterhelése és törése.

## Szerkezeti kialakítás
A súlyterhelésű szelepek általában a szabadba fújnak ki, nincs csőcsatlakozásuk. Az egykarú emelő kararánya 1 : 10 vagy 1 : 5 szokott lenni. A súly és a hozzá tartozó emelő a nyitott térben helyezkedik el, ami vizuális ellenőrzését és – az emelő kézzel való megemelése segítségével – működőképességének próbáját is lehetővé teszi. A súlyterhelésű szelepek igen megbízható szerkezetek. Legnagyobb hiányosságuk, hogy általában úgynevezett alacsonylöketű vagy kis emelkedésű szelepek, ami azt jelenti, hogy a szeleptányért a belső nyomás emeli meg, mindig csak annyira, hogy az erők egyensúlya fennálljon; nagy mennyiségű gőz vagy gáz elvezetését nem tudja biztosítani.
Járművekbe, nagyobb nyomású és nagy térfogatú tartályokba, kazánokba rúgóterhelésű biztosítószelepeket építenek be. A rúgó általában a kiömlőcsonktól szerkezetileg elkülönített rugóházban helyezkedik el; állítócsavar segítségével lehet a rugóerőt és ezáltal a lefúvási nyomást pontosan bekalibrálni. A rugó előfeszítését vizuálisan nem lehet ellenőrizni, ezért ezt hitelesített módon kell elvégezni és az állítócsavart leplombálni. Kazánoknál, gáztartályoknál ezt a műveletet független kazánbiztosok végzik el. Sok rugóterhelésű szelepeken egy kézikar is van, melynek segítségével a szeleptányér megemelhető és ellenőrizhető, hogy a szelep működik-e, nem ragadt-e be. A legtöbb rugóterhelésű szelep magaslöketű: ez azt jelenti, hogy a szelepház úgy van kialakítva, hogy a szelep nyitása után a kiáramló gáz sebessége 180°-os irányváltozást szenvedjen, ennek következtében a szeleptányérra a nyitás irányában jelentős impulzuserő is fog hatni, ami a szelepet teljesen kinyitja.
A rúgóház gőz (gáz) oldalon teljesen zárt: a kiáramló közeget mindig csővezetéken keresztül vezetik biztonságos helyen a szabadba. Erre szükség is van, mert például egy korszerű erőműkazán biztosítószelepének lefúvása félelmetes jelenség: a hangsebességgel kiáramló telített gőz teljesen láthatatlan; a lefúvásnak rendkívül erős hangja van. Olyan benyomást kelt, mintha közvetlenül egy induló sugárhajtású repülőgép mögött állna az ember.
Az egészen nagy paraméterekkel rendelkező erőművi biztosítószelepeknél biztosítani kell, hogy a szelep jól zárjon még a lefúvási nyomás környékén is, hogy az esetleges szivárgás ne okozzon vízveszteséget és hatásfokcsökkenést. Ezért ott elővezérelt szelepeket építenek be. Ezeknek a szelepeknek a rugója annyira elő van feszítve, hogy a lefúvási nyomás egyedül nem képes kinyitni, ezért a jó tömítést biztosítják. A szelep mellé kisebb hagyományos rugóterhelésű biztosítószelepeket, úgynevezett pilótaszelepeket építenek be, melyek azonban a lefúvott gőzt nem a szabadba, hanem a nagy szelep különálló hengerébe vezetik, a szeleptányérral összekötött dugattyú alá. A dugattyú alatt kialakuló nyomás és a szelep alatti nyomás együttesen már ki tudja nyitni a nagy szelepet.

## Egyéb alkalmazások
Térfogatkiszorításos elven működő folyadékszivattyúk után a legtöbb esetben szintén be kell építeni biztonsági szelepet, mert ilyen rendszerekben robbanás ugyan nem fordulhat elő, de ha minden fogyasztó zárva van, a szivattyú széttörheti házát vagy a kapcsolódó berendezéseket. Hidraulikus hajtás és működtetés esetén a szivattyú utáni nyomást állandó értéken tartó szabályozó vagy túlfolyószelep ezt a feladatot is ellátja.
Vákuum alatti berendezések (például gőzkondenzátor) hibás működés esetén szintén túlnyomás alá kerülhetnek; ezt biztonsági csappantyúval, esetleg hasadótárcsával lehet megakadályozni. A hasadótárcsa egy kísérletileg megállapított kialakítású, pontosan legyártott vékony lemez, mellyel egy szabadba vezető csőcsonkot zárnak le. A nyomás megnövekedésekor a tárcsa eltörik, és a túlnyomás alatti gőzt a szabadba fújja le. Ezeknek a szerkezeteknek a lefúvási nyomását általában 1 bar túlnyomásra szokás beállítani, mert az ellenkező irányú 1 bar nyomást (vákuumot) a berendezésnek üzemszerűen is ki kell bírnia. Hasadótárcsát olcsósága miatt alkalmaznak olyan helyen, ahol üzemzavar ritkán fordulhat elő.

## Külső hivatkozások
- Siménfalvi Zoltán: Rugóterhelésű biztonsági szelep működésének elméleti és kísérleti vizsgálata (PhD-értekezés)
- Spirax kézikönyv biztosítószelepekhez